# دیستراکشن (دی‌سی کامیکس)
دیستراکشن (به انگلیسی: Destruction) یک شخصیت خیالی در کتاب‌های کامیک آمریکایی منتشر شده توسط دی‌سی کامیکس است. این شخصیت توسط نویسنده نیل گیمن و طراح برایان تالبوت خلق شده‌است که برای اولین بار در شمارهٔ ۱ از نسخه ویژه مجموعه کمیک سندمن (نوامبر ۱۹۹۱) از انتشارات ورتیگو حضور پیدا کرد. او یکی از هفت اِندلِس (بی‌پایان)، مخلوقاتی قدرتمند، غیرقابل ادراک یا جنبه‌های مختلف جهان به شمار می‌رود که حتی از ایزدان نیز بسیار نیرومندتر هستند.

## زندگینامه ساختگی شخصیت
دیستراکشن تجسم نابودی و بزرگترین ابزار تغییر برای رسیدن به مقصود نابودی در جهت امکان خلق چیزهایی جدید است. او بلافاصله پس از برادرش دیریم به دنیا آمده است، اما در بسیاری از زمینه‌ها خردمندتر و آگاه‌تر از جایگاه اعضای اندلس در جهان هستی است. او به مانند برادر بزرگتر برای دیگر اعضای خانواده بود، و مشاجره بین آن‌ها را متوقف می‌نمود، در طی روند دگرپیکری آن‌ها را دلداری می‌داد و دل خواهرش دیسپر را مملو از مهر و محبت خود می‌نمود. اگرچه همانند دیگر اعضای اندلس، او نیز توانایی دگرپیکری به هر شکل و شمایلی را داشت، اما اغلب به شکل مردی قد بلند، با موهایی قرمز و ریش (تا حدودی شبیه به هنرپیشه بریتانیایی برایان بلسد) دیده می‌شد. او در کنار خواهر بزرگترش دِث، یکی از مهربان‌ترین و خوش خلق‌ترین اعضای اندلس به شمار می‌رود.
زمانی که دیستراکشن مشاهده کرد ذهن بشر به سمت علم و دانش در حال حرکت است، استفاده اجتناب‌ناپذیر از علم (به ویژه اختراع جنگ‌افزار هسته‌ای) را به عنوان ابزاری برای نابودی در سیاره‌ها (و شاید در مقیاس جهانی) پیش‌بینی کرد. او که تمایل نداشت مسئولیت چنین ویرانی عظیمی را به عهده بگیرد، قلمرو و تمام مسئولیت‌های خود را رها کرد و به انسان‌ها اجازه تبدیل شدن به ابزاری برای تخریب خودشان را داد. اگرچه سرزمین او تا کنون در مجموعه به تصویر کشیده نشده‌است. برای صدها هزار سال، دیستراکشن در جهان سرگردان، و مشغول خلق چیزهایی بود. او یک هنرمند سنگ‌فرش خیابان بود و نقاشی غار در اسپانیا یکی از آثار وی است، و همچنین در ساخت یک کلیسای جامع کمک نمود. هنگامی که او در نهایت توسط دیریم و دلیریوم پیدا شد، به نظر می‌رسید او در مستعمره فردی هنرمند زندگی می‌کند. دیستراکشن که نه تمایل به بازگشت به مسئولیت‌های خود را داشت و نه مایل بود بیشتر از این دچار پریشانی شود، تصمیم گرفت زمین را ترک کند.
اگرچه او در مراسم خاک‌سپاری برادرش مورفئوس (نخستین تجسم دیریم) به دیگر اعضای خانواده ملحق نشد، اما از طریق رویا به انتقال چندین نصیحت به دنیل هال (تجسم جدید دیریم) پرداخت.